# Marsupidium setulosum
Marsupidium setulosum är en bladmossart som först beskrevs av William Mitten, och fick sitt nu gällande namn av William Mitten. Marsupidium setulosum ingår i släktet Marsupidium och familjen Acrobolbaceae. Inga underarter finns listade i Catalogue of Life.